# Анохин, Алексей Никитич
Алексе́й Ники́тич Ано́хин (р. 7 августа 1961) — советский и российский учёный в области автоматизированных систем управления, джазовый пианист, общественный деятель. Доктор технических наук (2001). Заведующий кафедрой автоматизированных систем управления Обнинского института атомной энергетики НИЯУ МИФИ (с 2001). Эксперт МАГАТЭ. Директор Обнинского джаз-клуба.

## Образование
- Средняя школа г. Баку (окончил в 1978)
- Обнинский филиал Московского инженерно-физического института по специальности «Автоматизированные системы управления» (окончил в 1984)
- Кандидат технических наук по специальности 05.13.01 — системный анализ, управление и обработка информации (1990). Тема диссертации: «Разработка методов формализации проектирования информационного обеспечения системы поддержки оператора энергоблока атомной станции»
- Доктор технических наук по специальности 05.13.01 — системный анализ, управление и обработка информации (2001). Тема диссертации: «Системный анализ эргономического обеспечения проектирования и эксплуатации атомных станций»

## Биография
Вырос и окончил среднюю школу в Баку. После окончания Обнинского филиала МИФИ в 1984 году в течение года работал в Центральном конструкторском бюро гидрометеорологического приборостроения (с 2006 года в составе НПО «Тайфун»). В 1985—1986 гг. работал стажёром-исследователем на кафедре АСУ ИАТЭ, в 1986—1989 гг. там же учился в очной аспирантуре. После окончания аспирантуры был оставлен на кафедре, где последовательно занимал должности ассистента (1989), доцента (1991), заместителя и исполняющего обязанности заведующего кафедрой (1996), заведующего кафедрой (2001).
С 1996 года — учёный секретарь, с 2005 года — заместитель председателя учебно-методической комиссии по специальности 220200 «Автоматизированные системы обработки информации и управления», входящей в состав УМО вузов по университетскому политехническому образованию при МГТУ имени Н. Э. Баумана. В рамках должностных обязанностей обеспечивает постоянную методическую поддержку нескольких десятков российских вузов по этой специальности, проводит лицензионные и аттестационные экспертизы образовательных программ, ведёт документацию.
Один из инициаторов институциализации специальности «Эргономика».
Член межрегиональной (Российской) эргономической ассоциации, председатель её Калужского отделения, член Российской ассоциации искусственного интеллекта, эксперт Федерального агентства по образованию, эксперт МАГАТЭ.

## Научная деятельность
Научные интересы: системный анализ деятельности оперативного персонала атомных станций, человеческий фактор в ядерной энергетике, эвристические методы исследований, эргономическое обеспечение деятельности операторов на АЭС, интеллектуальная поддержка операторов АЭС, эргономика, искусственный интеллект.
Научный руководитель ряда исследовательских проектов, направленных на разработку концепции компьютеризированных пультов управления для АЭС, гармонизацию оперативных аварийных процедур, эргономическую оценку существующих пультов управления АЭС.
Обладает опытом аналитической работы в проектах по созданию автоматизированных систем административно-организационного управления.

## Преподавательская деятельность
Читает учебные курсы:
- Введение в специальность (АСУ)
- Организация баз данных
- Методы экспертных оценок
- Инженерная психология и эргономика
- Теория искусственного интеллекта
- Проектирование автоматизированных систем обработки информации и управления
- Управление проектами, CASE-технологии проектирования систем

## Музыкальная, дизайнерская, общественная деятельность
Директор Обнинского джаз-клуба. Играет на фортепиано в Обнинском диксиленде и малых ансамблях, в джазе тяготеет к мейнстриму и кулу. Член Союза дизайнеров России, автор дизайна Обнинского джаз-клуба.

## Награды
- Медаль концерна «Росэнергоатом» «За заслуги в повышении безопасности атомных станций» (2002)
- Медаль Межрегиональной эргономической ассоциации и Международной академии психологических наук «Человеческий фактор» (2005)

## Цитаты
Сергей Коротков:
Правая рука, идейный единомышленник и закадычный оппонент Президента Давида, а также его постоянный партнёр по игре в джаз. Человек, играющий джаз на рояле в свободное от работы время, Пианист Алексей давно уже достиг того уровня мастерства, чтобы безбоязненно и без особого стыда участвовать в джемах с выдающимися мастерами джазовой импровизации. Меланхолик по натуре и доктор физико-математических наук по роду занятий, Пианист Алексей перенёс и на джаз эти свои два неистребимых качества — он плещется в чёрно-белых рояльных клавишах с такой задумчивой беглостью и сосредоточенностью, что начинает казаться, будто он решает математическое уравнение, решение которого уже найдено до него.

### Публикации Алексея Анохина

#### Монографии
- Анохин А. Н., Острейковский В. А. Вопросы эргономики в ядерной энергетике. — М.: Энергоатомиздат, 2001. — 344 с.

#### Учебные пособия
- Анохин А. Н., Острейковский В. А., Сальников Н. Л. Системы поддержки оператора АЭС: Учебное пособие по курсу «Основы построения АСУ». — Обнинск: ИАТЭ, 1988. — 91 с.
- Анохин А. Н., Острейковский В. А. Организация взаимодействия человека с ЭВМ: Учебное пособие по курсу «Средства взаимодействия человека с вычислительными системами». — Обнинск: ИАТЭ, 1990. — 80 с.
- Анохин А. Н. Анализ деятельности оператора: модели и методы: Учебное пособие по курсу «Средства взаимодействия человека с вычислительными системами». — Обнинск: ИАТЭ. — 88 с.
- Анохин А. Н. Методы экспертных оценок (применение в задачах эргономического обеспечения деятельности оператора АЭС). Учебное пособие. — Обнинск: ИАТЭ, 1996. — 148 с.
- Анохин А. Н., Острейковский В. А. Атомная станция как эргатическая система. Теоретические вопросы: Учебное пособие. — Обнинск: ИАТЭ, 1998. — 96 с.
- Анохин А. Н., Острейковский В. А. Практические вопросы эргономики в энергетике (на примере атомной станции): Учебное пособие. — Обнинск: ИАТЭ, 1999. — 208 с.
- Рабочая программа, методические указания и контрольные задания по курсу «Информационные технологии и сети» / Сост. А. Н. Анохин. — Обнинск: ИАТЭ, 1999. — 68 с.
- Анохин А. Н., Цыкунова С. Ю., Крылов Е. В. Описание проектных решений при создании автоматизированных систем: Учебное пособие по курсу «Научно-техническая информация». — Обнинск: ИАТЭ, 2003. — 100 с.
- Анохин А. Н. Основы проектирования АСОИУ: Учебное пособие для студентов специальности 230102. — Обнинск: ИАТЭ, 2006. — 84 с.
- Анохин А. Н. Управление проектированием АСОИУ: Учебное пособие по курсу «Проектирование АСОИУ» для студентов специальности 230102. — Обнинск: ИАТЭ, 2007. — 80 с.
- Анохин А. Н. Эволюция баз данных: Учебное пособие по курсу «Базы данных». — Обнинск: ИАТЭ НИЯУ МИФИ, 2011. — 84 с.

#### Статьи
- Анохин А. Н., Острейковский В. А. Способ представления знаний в гибридной экспертной системе поддержки оператора / Распределенная обработка данных и локальные сети ЭВМ. Материалы семинара (Москва, 30-31 марта, 1987). — М.: МДНТП, 1987. — С. 85-88.
- Анохин А. Н. Компактная диагностическая система для АЭС / Надежность элементов ядерных энергетических установок. Сборник научных трудов № 3 кафедры АСУ. — Обнинск: ИАТЭ, 1988. — С. 9-14.
- Анохин А. Н., Куприянов В. М. Исследование деятельности оператора при построении систем поддержки / Диагностика и прогнозирование надежности элементов ядерных энергетических установок. Сборник научных трудов № 4 кафедры АСУ. — Обнинск: ИАТЭ, 1989. — С. 62-67.
- Анохин А. Н. Вопросы создания системы поддержки оператора энергоблока АЭС / Диагностика и прогнозирование надежности элементов ядерных энергетических установок. Сборник научных трудов № 2 кафедры АСУ. — М.: Энергоатомиздат, 1989. — С. 6-12.
- Анохин А. Н., Острейковский В. А. Разработка системы поддержки оператора энергоблока АЭС / Атомные электрические станции. Сборник статей. Выпуск 11 // Под общ. ред. Л. М. Воронина. — М.: Энергоатомиздат, 1989. — С. 37-47.
- Анохин А. Н., Карпунина В. В. Опыт классификации технологических операций управления энергоблоком АС / Диагностика и прогнозирование надежности элементов ядерных энергетических установок. Сборник научных трудов № 8 кафедры АСУ. — Обнинск: ИАТЭ, 1992. — С. 100—105.
- Анохин А. Н. Опыт применения экспертных оценок в решении задач системного анализа энергетических объектов / Диагностика и прогнозирование надежности элементов ядерных энергетических установок. Сборник научных трудов № 9 кафедры АСУ. — Обнинск: ИАТЭ, 1994. — С. 72-80.
- Анохин А. Н., Острейковский В. А. Проблемы интеллектуальной поддержки операторов атомных станций / Эргономика в России, СНГ и мире: опыт и перспективы. Труды Международной конференции (Санкт-Петербург, 21-24 июня, 1993). — СПб.: СЭА, 1993. — С. 3-6.
- Анохин А. Н., Сергеев А. В. Разработка требований к автоматизированной системе анализа надежности оперативного персонала атомных станций / Диагностика и прогнозирование надежности элементов ядерных энергетических установок. Сборник научных трудов № 9 кафедры АСУ. — Обнинск: ИАТЭ, 1994. — С. 80-88.
- Анохин А. Н., Острейковский В. А., Косицкий Т. А., Высоцкий В. Г. Экспертная оценка технического состояния устройства логического управления энергоблоков Калининской АЭС / 10 лет Калининской атомной электростанции. Сборник статей // Приложение к журналу «Известия вузов. Ядерная энергетика». — Обнинск: ИАТЭ, 1994. — С. 50-54.
- Анохин А. Н., Маслов Д. А. Унифицированное хранение информации о деятельности оперативного персонала атомных станций / Диагностика и прогнозирование надежности элементов ядерных энергетических установок. Сборник научных трудов № 10 кафедры АСУ. — Обнинск: ИАТЭ, 1995. — С. 73-79.
- Анохин А. Н., Галанина В. В., Колосова О. А. Моделирование деятельности оператора атомной станции в условиях стресса / Диагностика и прогнозирование надежности элементов ядерных энергетических установок. Сборник научных трудов № 11 кафедры АСУ. — Обнинск: ИАТЭ, 1996. — С. 69-79.
- Анохин А. Н., Гикал С. В., Терехов А. Ф. Автоматизированная технология применения экспертных оценок в решении задач системного анализа / Диагностика и прогнозирование надежности элементов ядерных энергетических установок. Сборник научных трудов № 10 кафедры АСУ. — Обнинск: ИАТЭ, 1995. — С. 80-90.
- Анохин А. Н., Гикал С. В. Алгоритм классификации мнений при обработке множественных экспертных суждений / Диагностика и прогнозирование надежности элементов ядерных энергетических установок. Сборник научных трудов № 11 кафедры АСУ. — Обнинск: ИАТЭ, 1996. — С. 80-86.
- Anokhin A. N. Ergonomic Analysis of Nuclear Plant Operator Activity / Nuclear Plant Instrumentation, Control, and Human-Machine Interface Technologies: NPIC&HMIT’96. Proceedings of the 1996 ANS International Topical Meeting (Pennsylvania State University, USA, May 6-9, 1996). — La Grande Park: ANS Inc., 1996, Vol.2, pp. 817–824.
- Анохин А. Н. Постановка задачи об эргономическом обеспечении деятельности оператора атомных станций // Известия вузов. Ядерная энергетика. — 1996. — № 6. — С. 27-32.
- Anokhin A. N. Ergonomic Analysis of Operator Activity: Cybernetic Approach / From Experience to Innovation: IEA’97. Proceedings of the 13th Triennial Congress of the International Ergonomic Association (Tampere, Finland, June 29 — July 4, 1997). — Helsinki: Finnish Institute of Occupational Health, 1997, Vol.3, pp. 19–21.
- Анохин А. Н. Методика оценки значимости информации в задаче структурирования информационного обеспечения оператора АС // Проблемы психологии и эргономики. — 1999. — № 3. — С. 42-43
- Анохин А. Н. О возможности применения CASE-технологии в задачах моделирования деятельности оператора / Диагностика и прогнозирование состояния объектов сложных информационных интеллектуальных систем. Сборник научных трудов № 13 кафедры АСУ. — Обнинск-Сургут: ИАТЭ-СГУ, 1999. — С. 130—135.
- Киндинова С. М., Анохин А. Н. Разработка автоматизированной системы анализа деятельности оперативного персонала АС в условиях стресса / Диагностика и прогнозирование состояния объектов сложных информационных интеллектуальных систем. Сборник научных трудов № 13 кафедры АСУ. — Обнинск-Сургут: ИАТЭ-СГУ, 1999. — С. 136—140
- Анохин А. Н., Острейковский В. А. Эргономика атомных станций (состояние вопроса) // Проблемы психологии и эргономики. — 1999. — № 1. — С. 57-61.
- Анохин А. Н. Классификация факторов, влияющих на деятельность оперативного персонала атомных станций // Известия вузов. Ядерная энергетика. — 2000. — № 2. — С. 3-11.
- Анохин А. Н., Киндинова С. М., Бугаев А. А., Пучков Л. В. Исследование стрессовых ситуаций в деятельности оперативного персонала атомных станций // Известия вузов. Ядерная энергетика. — 2000. — № 3. — С. 19-26.
- Anokhin A. N. Analysis of nuclear power plant operators performance under stress conditions / Nuclear plant instrumentation, control and human-machine interface technologies: NPIC&HMIT’2000. Proceedings of the 3rd ANS International topical meeting (Washington D.C., USA, November 13-17, 2000). — La Grande Park: ANS Inc., 2000. — CD ROM, pp. 1643–1651.
- Антошин Д. В., Анохин А. Н. Разработка прототипа системы поддержки оператора АЭС, основанной на фреймах / Диагностика и прогнозирование состояния объектов сложных информационных интеллектуальных систем. Сборник научных трудов № 14 кафедры АСУ. — Обнинск: ИАТЭ, 2001. — С. 90-95.
- Анохин А. Н., Алонцева Е. Н. Анализ влияния компоновки приборов на БЩУ АЭС на эффективность восприятия информации // Известия вузов. Ядерная энергетика. — 2002. — № 2. — С. 3-11.
- Белехов В. В., Анохин А. Н., Петросов Э. Г., Макаров Э. Б. Классификация личных качеств, влияющих на надежность оператора БЩУ АС // Диагностика и прогнозирование состояния сложных систем. Сборник научных трудов № 15 кафедры АСУ. — Обнинск: ИАТЭ, 2004. — С. 72-79.
- Алонцева Е. Н., Анохин А. Н., Стебенев А. С., Маршалл Э. Ч. Представление информации для обзора состояния энергоблока атомной станции // Известия вузов. Ядерная энергетика. — 2005. — № 4. — С. 34-39.

### Об Алексее Анохине
- 25 лет обнинскому джазу (недоступная ссылка — история) // Калужская Медиа Группа. — 13 января 2005 года.
- Богун Антон. Мы из джаза // Город. — 2001. — № 1.
- Коротков Сергей. Музыканты города Околонска // Obninsk.Ru. Архивировано 2 января 2011 года.
- Собачкин Алексей. Интервью с Давидом Гонюхом, Алексеем Кузнецовым, Андреем Кондаковым, Алексеем Анохиным в программе «Поверх барьеров» // Радио Свобода. — 7 апреля 2004 года.